# Villa Dr.-Schmincke-Allee 8 (Radebeul)
Die Villa Dr.-Schmincke-Allee 8 liegt im Stadtteil Serkowitz der sächsischen Stadt Radebeul, auf einem Eckgrundstück Meißner Straße/Dr.-Schmincke-Allee.

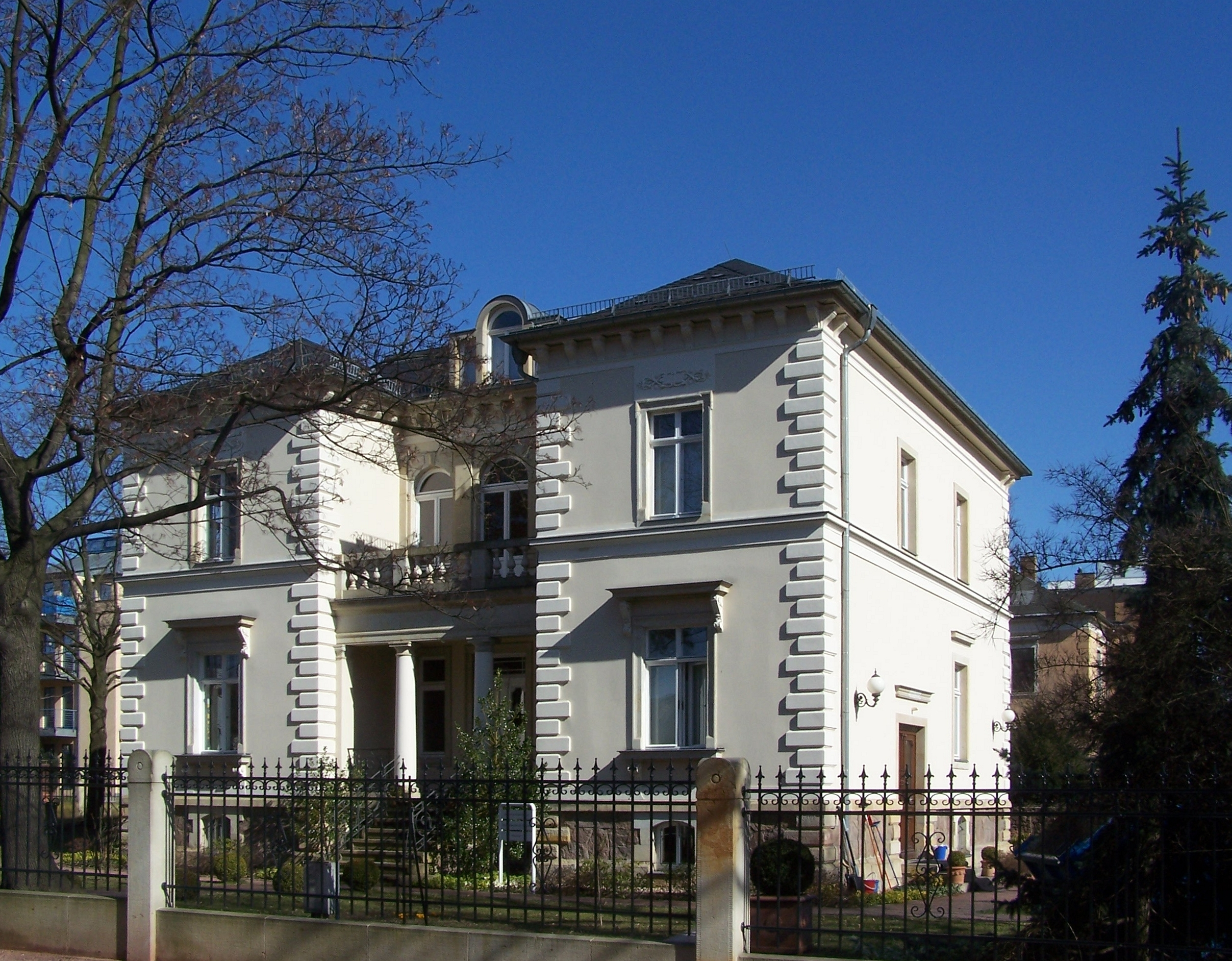
Villa Dr.-Schmincke-Allee 8 (Hauptansicht an der Dr.-Schmincke-Allee)

## Beschreibung

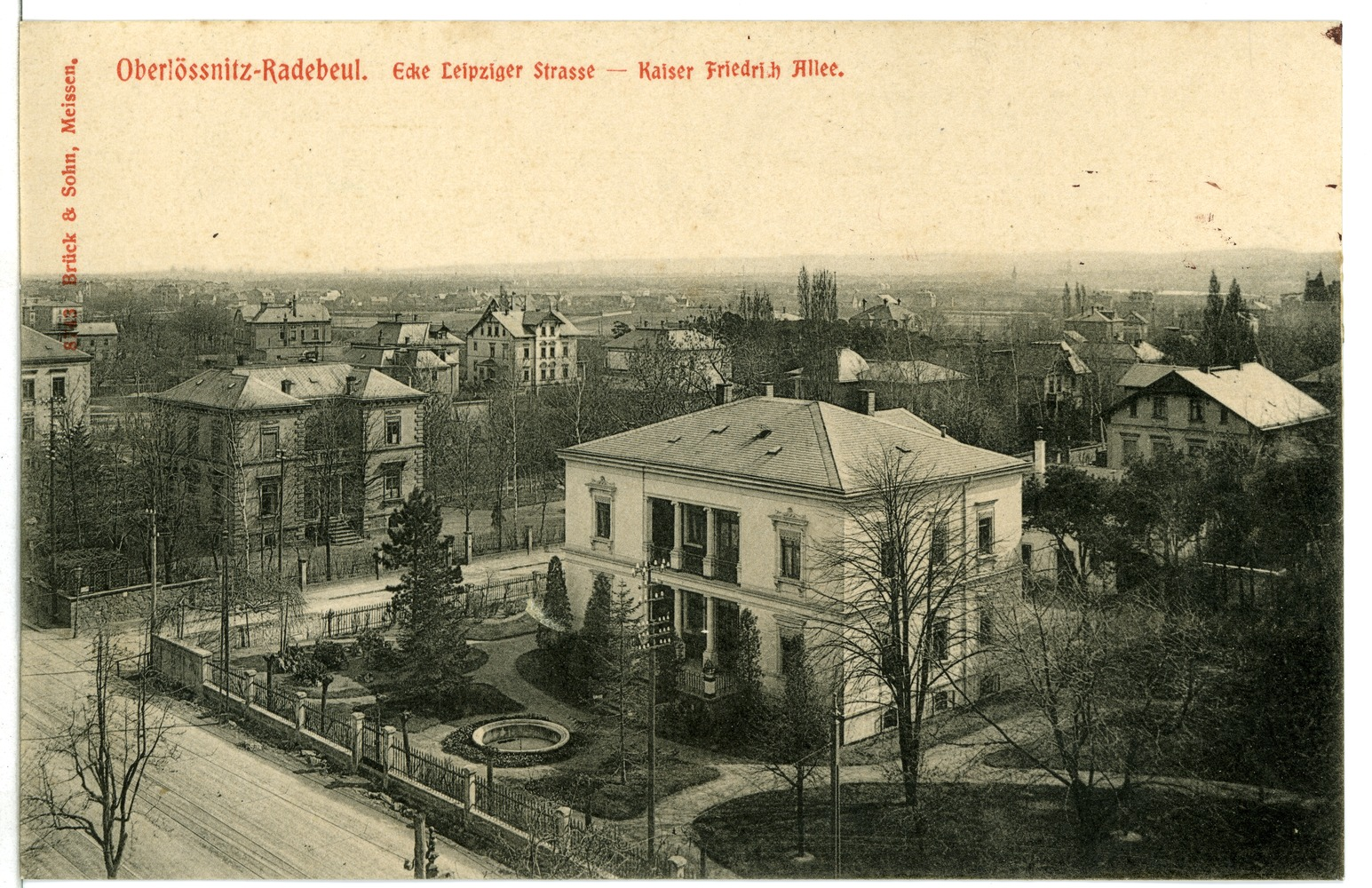
Dr.-Schmincke-Allee 9, Meißner-Straßen-Ansicht (1907). Links davon (also gegenüber) Dr.-Schmincke-Allee 8.

Die zweigeschossige, denkmalgeschützte Villa steht auf einem Eckgrundstück mit alter straßenbegleitender Baumsubstanz. Der Putzbau weist Eckquaderungen und Gurtgesimse auf, dazu kommt unter dem Dach noch ein Konsolenfries. Das Sockelgeschoss besteht aus Polygonal-Natursteinmauerwerk.
Die Hauptansicht des „hochherrschaftliche[n]“ Wohnhauses im Stil italienischer Renaissance mit verschiefertem Plattformdach zeigt zwei breite, einachsige Seitenrisalite mit flach geneigten Walmdächern. In der dreiachsigen Rücklage dazwischen findet sich ein Altan auf toskanischen Säulen, vor dem eine Freitreppe vom Hochparterre in den Garten führt. Der Austritt aus dem Obergeschoss auf den durch eine Dockenbrüstung abgeschlossenen Altan erfolgt durch ein dreiachsiges Rundbogen-Fenster/Tür-Motiv zwischen toskanischen Pilastern analog einem Triumphbogenschema. Im Dach darüber befindet sich eine 1998 ergänzte Gaube in Form eines Palladio-Motivs.
Die Rechteckfenster werden von, in der Hauptansicht stark profilierten, Sandsteingliederungen eingefasst, die zur Dr.-Schmincke-Allee im Erdgeschoss durch horizontale Sohlbänke sowie Verdachungen auf seitlichen Konsolen begleitet werden. Im Obergeschoss befinden sich über den Fenstern erhabene Glattputzfelder mit Stuckverzierungen.
Die linke Nebenansicht zur Meißner Straße ist symmetrisch dreiachsig aufgebaut. Die nach Südsüdwest zeigende rechte Nebenansicht ist zweiachsig mit dem Hauseingang und dem innenliegenden Treppenhaus. Vor den linken zwei Drittel der Rückseite steht ein Vorbau, in der Gebäudemitte als noch weiter hervortretender Risalit gestaltet, in der Rücklage zur Meißner Straße eine Veranda mit Freitreppe. Nach Süden schließt sich ein Gartenparterre an.
Die Einfriedung besteht aus neuerrichteten Lanzettzaunfeldern zwischen Sandsteinpfeilern.

## Geschichte
Der Bauantrag für die Villa mit einem Brunnen wurde im Juli 1882 eingereicht; der Entwurf dazu im Stil der Dresdner Semper-Nicolai-Schule stammte „wahrscheinlich“ von August Große. Verantwortlich für den Bau war die ortsansässige Bauunternehmung F. W. Eisold, die das Haus von 1882 bis 1884 errichtete.
Um 1998 erfolgte die denkmalpflegerische Instandsetzung des Hauses.